# Uncivil Warriors
Uncivil Warriors (br.: Exército da perdição) é um filme de curta metragem estadunidense de 1935, dirigido por Del Lord. É o oitavo de um total de 190 filmes da série com os Três Patetas produzida pela Columbia Pictures entre 1934 e 1959.

## Enredo
Durante a Guerra Civil Americana, um general nortista (James C. Morton) convoca os espiões ("Inteligência" do Exército) Larry, Moe e Curly (chamados de Operadores 12, 14 e 15, respectivamente) para se infiltrarem no exército inimigo e descobrirem segredos militares. Assumindo as identidades de três oficiais confederados - o tenente Duck, o capitão Dodge e o Major Hyde (chamados na dublagem original brasileira de tenente Dumbo, Capitão Doido e Major Raia), o trio acaba indo para a mansão de um oficial sulista, o coronel Butts (Bud Jamison).
Curly ajuda a filha do coronel, Judith Butts (Phyllis Crane), a preparar um bolo para uma festa à noite e não nota quando coloca uma almofada de penas entre os ingredientes. Os Patetas comem o bolo e logo a seguir engasgam com aquele "recheio", resultando numa grande quantidade de penas que sai sem parar pela boca do trio. O major confederado "Bloodhound" Filbert (Ted Lorch) desconfia que os três são espiões e diz que mandara chamar o pai do capitão Dodge (Moe) para a festa. Imediatamente Larry troca de uniforme e chega à casa vestido como um tipico fazendeiro sulista e se identifica como o "Pai Dodge". Não satisfeito, o major diz que também mandara chamar a esposa do capitão Dodge e Curly sai e volta vestido de mulher (a "Dona Doida", segundo a dublagem brasileira). Numa cena controversa, o Major finalmente pergunta a Moe sobre o filho do capitão Dodge. Moe sai e volta a seguir, trazendo nos braços um bebê encoberto que diz ser seu filho. Quando o Major olha para o bebê, descobre-se que o mesmo é negro. Com dificuldades para explicar o ocorrido, os três acabam por fugir e se escondem no que pensam ser uma tubulação da casa mas na verdade é um canhão encoberto pela folhagem. Quando o Exército da União ataca, os Confederados respondem detonando o canhão e arremessando os Patetas de volta para suas linhas, os quais aterrissam no exato momento em que o general nortista perguntava por eles.

## Citações
- General: "O que aconteceu com o Operador 13?"
- Curly: "Ele nadava no rio e morreu de envenenamento Potomac!  Nyuk nyuk nyuk!" (provável trocadilho do Rio Potomac com Stomach (estômago)).

- Curly: "Oh!  Padaria, eh?  Posso ajudar?  Eu trabalhei numa padaria como piloto (pela dublagem brasileira, pilhão)."
- Judith: "Um piloto?"
- Curly: "Sim, Eu pegava pão de um canto e o empilhava (pile) no outro!"

- Larry: "Eu tenho de sair agora. Minhas costas doem (weak back)."
- Major Filbert: "Desculpe-me! Há quanto tempo você sofre dessa dor?"
- Larry: "Oh, desde a semana passada (week back, fazendo um trocadilho de weak com week). (Na dublagem brasileira quando o coronel pergunta o que tem nas costas, Larry replica que é uma espinha)".

## Quadrinhos
O filme foi adaptado para os quadrinhos na revista Three Stooges #1 (fevereiro de 1949), publicado pela St. John Publications. O desenho foi de Norman Maurer que em 1945, conhecera Joan Howard, filha de Moe. Os dois se casaram em 1947 e nesse mesmo ano foi negociado o contrato para a produção das histórias em quadrinhos, dando aos Três Patetas 5% dos lucros. Essa revista acabou sendo cancelada no segundo número e o trio ficaria algum tempo até reaparecer nos quadrinhos (o próprio Maurer junto com seu amigo Joe Kubert lançaria novas histórias em 1952, com Shemp no lugar de Curly que faleceu nesse ano).